# Пролив Шелихова
Проли́в Ше́лихова (англ. Shelikof Strait) — пролив у северо-восточного побережья полуострова Аляска между материком и островами Кадьяк и Афогнак. Пролив разделяет боро Кадьяк-Айленд на островную и континентальную части. На северном конце пролива находится залив Кука.
Длина — около 350 км, ширина — от 50 до 150 км. Средние глубины 150—200 м. Берега обрывистые. Наблюдается сильное приливное течение скоростью до 15,5 км/ч. Приливы полусуточные.
Назван в честь промышленника Григория Шелихова, основавшего в 1784 году первое русское поселение на Аляске вблизи Бухты Трёх Святителей на острове Кадьяк.
Расположенная в окрестностях пролива Шелихова гора Куприянова (57°56′ с.ш., 153°06′ з.д.) названа в 1909 году в честь И. А. Куприянова (Купреянова).